# Legge di Born
La legge di Born, detta anche regola di Born, formulata nel 1926 dal fisico tedesco Max Born, è una legge fisica della meccanica quantistica che restituisce il valore della probabilità che una misurazione su un sistema quantistico produca un dato risultato. Nella sua forma più semplice afferma che la densità di probabilità di trovare la particella in un dato punto è proporzionale al quadrato del modulo della funzione d'onda della particella in quel punto. La regola di Born è un postulato della meccanica quantistica.

## Descrizione
La legge di Born afferma che se un osservabile corrisponde a un operatore autoaggiunto {\displaystyle A} con spettro discreto, esso viene misurato in un sistema con una funzione d'onda normalizzata, indicata con la notazione bra-ket con {\displaystyle |\psi \rangle }. Pertanto il risultato misurato sarà uno degli autovalori {\displaystyle \lambda } di {\displaystyle A} e la probabilità di misurare un dato autovalore {\displaystyle \lambda _{i}} sarà uguale {\displaystyle \langle \psi |P_{i}|\psi \rangle }, dove {\displaystyle P_{i}} è la proiezione sull'autospazio di {\displaystyle A} corrisponde a {\displaystyle \lambda _{i}}.
Nel caso in cui l'autospazio di {\displaystyle A} corrisponda a {\displaystyle \lambda _{i}}, esso sarà monodimensionale e verrà rappresentato dall'autovettore normalizzato {\displaystyle |\lambda _{i}\rangle }, {\displaystyle P_{i}} è pari a {\displaystyle |\lambda _{i}\rangle \langle \lambda _{i}|}, quindi la probabilità {\displaystyle \langle \psi |P_{i}|\psi \rangle } è uguale a {\displaystyle \langle \psi |\lambda _{i}\rangle \langle \lambda _{i}|\psi \rangle }. Poiché il numero complesso {\displaystyle \langle \lambda _{i}|\psi \rangle } è detto ampiezza di probabilità che il vettore di stato {\displaystyle |\psi \rangle } assegna all'autovettore {\displaystyle |\lambda _{i}\rangle }. Spesso si descrive il significato della legge di Born affermando che la probabilità è uguale al quadrato del valore assoluto, più precisamente, come il prodotto con il suo complesso coniugato, dell'ampiezza della funzione d'onda. Equivalentemente, la probabilità può essere scritta come {\displaystyle |\langle \lambda _{i}|\psi \rangle |^{2}}.
Nell'eventualità in cui lo spettro di {\displaystyle A} non sia completamente discreto, il teorema spettrale dimostra l'esistenza di una certa misura a valori di proiettore {\displaystyle Q}, cioè la misura spettrale di {\displaystyle A}.  In questo caso, la probabilità che il risultato di una misura risieda in un insieme misurabile {\displaystyle M} sarà data da {\displaystyle \langle \psi |Q(M)|\psi \rangle }.
Data una funzione d'onda {\displaystyle \psi } per una singola particella priva di struttura nello spazio delle configurazioni, ciò si riduce ad affermare che la funzione di densità di probabilità {\displaystyle \rho (\mathbf {r} )}per la misura della posizione nell'istante {\displaystyle t_{0}}sarà data da
{\displaystyle \rho (\mathbf {r} )=|\psi (\mathbf {r} ,t_{0})|^{2}}

## Storia
Born propose la sua legge in un articolo del 1926,  in cui risolse l'equazione di Schrödinger per un problema di diffusione e, ispirato al lavoro di Einstein sull'effetto fotoelettrico, concluse in una nota a piè di pagina che la regola fornisce l'unica interpretazione possibile della soluzione. Nel 1954, insieme a Walther Bothe, Born ricevette il premio Nobel per la fisica per questo e altri lavori. John von Neumann discusse l'applicazione della teoria spettrale alla regola di Born nel suo libro del 1932.

## Interpretazioni
Nell'interpretazione bayesiana della teoria quantistica, la legge di Born è vista come un'estensione del teorema della probabilità assoluta standard, che tiene conto della dimensione dello spazio di Hilbert del sistema fisico coinvolto. Nell'ambito della cosiddetta interpretazione a variabili nascoste della meccanica quantistica, la legge di Born può essere derivata calcolando la media di tutte le possibili interazioni di misura che possono aver luogo tra l'entità quantistica e il sistema di misurazione. I suoi sostenitori, affermano che la teoria dell'onda pilota può derivare statisticamente anche la legge di Born. Similmente, c'è chi ha affermato che la legge di Born può essere derivata anche dall'interpretazione a molti mondi, tuttavia le prove esistenti sono state criticate come circolari. Kastner rivendica che l'interpretazione transazionale è unica a fornire una spiegazione fisica per la regola del Born.